# Magyarcsesztve
Magyarcsesztve , Maroscsesztve (Cisteiu de Mures) település Romániában, Erdélyben, Fehér megyében.

## Fekvése
Marosújvártól nyugatra fekvő település.
Magyarcsesztve nevét 1318-ban Chestue néven említette először oklevél.
1332-ben  Cheztus, 1888-ban Maroscsesztve, 1913-ban Magyarcsesztve néven írták.
1332-ben már egyházas hely volt, papja a pápai tizedjegyzék adatai szerint ekkor 40 dénár pápai tizedet fizetett.
1910-ben 736 lakosából 216 magyar, 411 román, 109 cigány volt. Ebből 56 római katolikus, 506 görögkatolikus, 146 református volt.
A trianoni békeszerződés előtt Alsó-Fehér vármegye Marosújvári járásához tartozott.

## Nevezetességek
- Mikes-kastély – Gróf Mikes János építtette a 19. század közepén klasszicista stílusban. A kastély érdekességei közé tartozik az épület délnyugati falán található napóra. A kommunista Romániában a kastélyt a kollektív gazdaság használta, és állapota folyamatosan romlott. A rendszerváltozás után egy ideig óvoda működött benne, majd az épület üresen állt, és állaga tovább romlott. A falak nagy része leomlott, a portikusz oszlopai a földön hevernek, csak a keleti homlokzat oszlopai maradtak meg.[2]